# Las Barreras (El Rosario)
Las Barreras es una entidad de población del municipio de El Rosario, en la isla de Tenerife —Canarias, España—.

## Características
Se encuentra situado a unos cinco kilómetros al sur del centro municipal, a una altitud media de 830 m s. n. m.

## Demografía
| Año        | 2000 | 2001 | 2002 | 2003 | 2004 | 2005 | 2006 | 2007 | 2008 | 2009 | 2010 | 2011 | 2012 | 2013 |
| ---------- | ---- | ---- | ---- | ---- | ---- | ---- | ---- | ---- | ---- | ---- | ---- | ---- | ---- | ---- |
| Habitantes | 164  | 177  | 198  | 204  | 205  | 206  | 202  | 218  | 214  | 215  | 393  | 330  | 251  | 249  |

## Economía
Se trata de un núcleo eminentemente agrícola, con algunas explotaciones ganaderas de cabras, ovejas y cerdos.

## Fiestas
El núcleo de Las Barreras, junto con Lomo Pelado y Las Rosas, celebra fiestas en honor a Nuestra Señora de los Dolores en el mes de octubre.

## Comunicaciones
Se accede a través de la Carretera Escuela Hogar TF-274 y por la calle de Las Barreras.